# José Zapatera
José Zapatera González (Ávila, 19 de marzo de 1966), conocido como José «Chino» Zapatera o Chino Zapatera, es un exfutbolista y entrenador español. Actualmente dirige al C.D. Las Navas, de la primera provincial de aficionados de Ávila.

## Trayectoria

### Como futbolista
José Zapatera nació en Ávila el 19 de marzo de 1966. Su demarcación era defensa central, y empezó jugando en las categorías inferiores del Real Ávila CF, donde después jugó con el primer equipo desde 1984 hasta 1986. Después de jugar con el equipo de la capital abulense, fichó por el Rayo Vallecano, que militaba en Segunda División. En la temporada 1988/1989 asciende con el Rayo a Primera División al finalizar en 2.ª posición.
En su único año en Primera División con el Rayo, Chino disputaría 27 partidos, anotando 3 goles. Al terminar la temporada el conjunto vallecano desciende a Segunda División, continuando un año más. Después de 4 temporadas en el equipo, firmaría por un año con el CD Málaga. Una vez finalizada la temporada militó en varios equipos de Segunda B, terminando su carrera deportiva en el UD San Pedro. En total en su carrera deportiva, disputó 291 partidos, anotando un total de 23 goles

## Como entrenador

### Real Ávila CF
Después de su retiro como jugador, Chino Zapatera se convirtió en el entrenador de su ciudad natal, el Real Ávila CF. Su debut como entrenador se produce en la temporada 2006/07, donde bajo su dirección el equipo logra clasificarse en la 4.ª posición y disputar los Playoffs de ascenso a 2.ªB, cosa que finalmente no logra. La siguiente temporada fue algo mejor, finalizando el equipo en 3.ª posición pero siendo eliminado en los playoffs de ascenso por el Valencia Mestalla. 
La temporada 2008/09 fue la última que dirigió al equipo abulense, acabó en 4.ª posición del campeonato y disputó los Playoffs de ascenso por tercera vez consecutiva. En la primera eliminatoria eliminaron al UD Almería B, en segunda ronda se enfrentaron al R.S.D Alcalá, donde fueron derrotados, poniendo así fin a una etapa como entrenador.

### Arandina CF
La temporada 2010/11, Chino Zapatera regresa a los banquillos después de una temporada sin entrenar y ficha por la Arandina CF, con la que en su primera temporada bate el récord de puntos del equipo y termina en 4.ª posición. En los Playoffs de ascenso a 2.ªB, el equipo consigue ascencender a 2.ªB tras derrotar al Alcobendas Sport en la final, logrando así el primer ascenso del equipo a la categoría de bronce. En la temporada 2011/12 el objetivo era la permanencia, cosa que finalmente no cumplieron quedando en 17.ª posición con 39 puntos. Con el equipo recién bajado a Tercera División el objetivo era el ascenso. Finalmente quedan en 3.ª posición, volviendo a batir nuevamente el récord de puntos, dejándolo esta vez en 82. En la eliminatoria fue derrotado en la última fase por el UE Olot, ganado 3-2 en El Montecillo, pero perdiendo 5-1 fuera.

### Real Ávila CF
El 8 de marzo de 2023, se anunció que Chino Zapatera ocuparía el puesto de entrenador del Real Ávila hasta final de temporada, en sustitución de Borja Rubiato.

## Clubes como entrenador
| Club                      | País   | Año        |
| ------------------------- | ------ | ---------- |
| Real Ávila                | España | 2006-2009  |
| Arandina CF               | España | 2010-2013  |
| Real Ávila                | España | 2023-2023. |
| C.D Las Navas del Marqués | España | 2023-act.  |

## Estadísticas como entrenador

#### Resumen por competiciones
| Competición                  | Partidos | Ganados | Empatados | Perdidos | Ganados % | Mejor Resultado |
| ---------------------------- | -------- | ------- | --------- | -------- | --------- | --------------- |
| Tercera División de España   | 190      | 113     | 44        | 33       | 67.19%    | 3.º             |
| Segunda División B de España | 38       | 9       | 12        | 17       | 6.85%     | 17.º            |
| Total                        | 228      | 122     | 56        | 42       | 61.7%     |                 |